# Ceratomia quadricornis
Ceratomia quadricornis är en fjärilsart som beskrevs av Harris 1839. Ceratomia quadricornis ingår i släktet Ceratomia och familjen svärmare. Inga underarter finns listade i Catalogue of Life.

## Bildgalleri

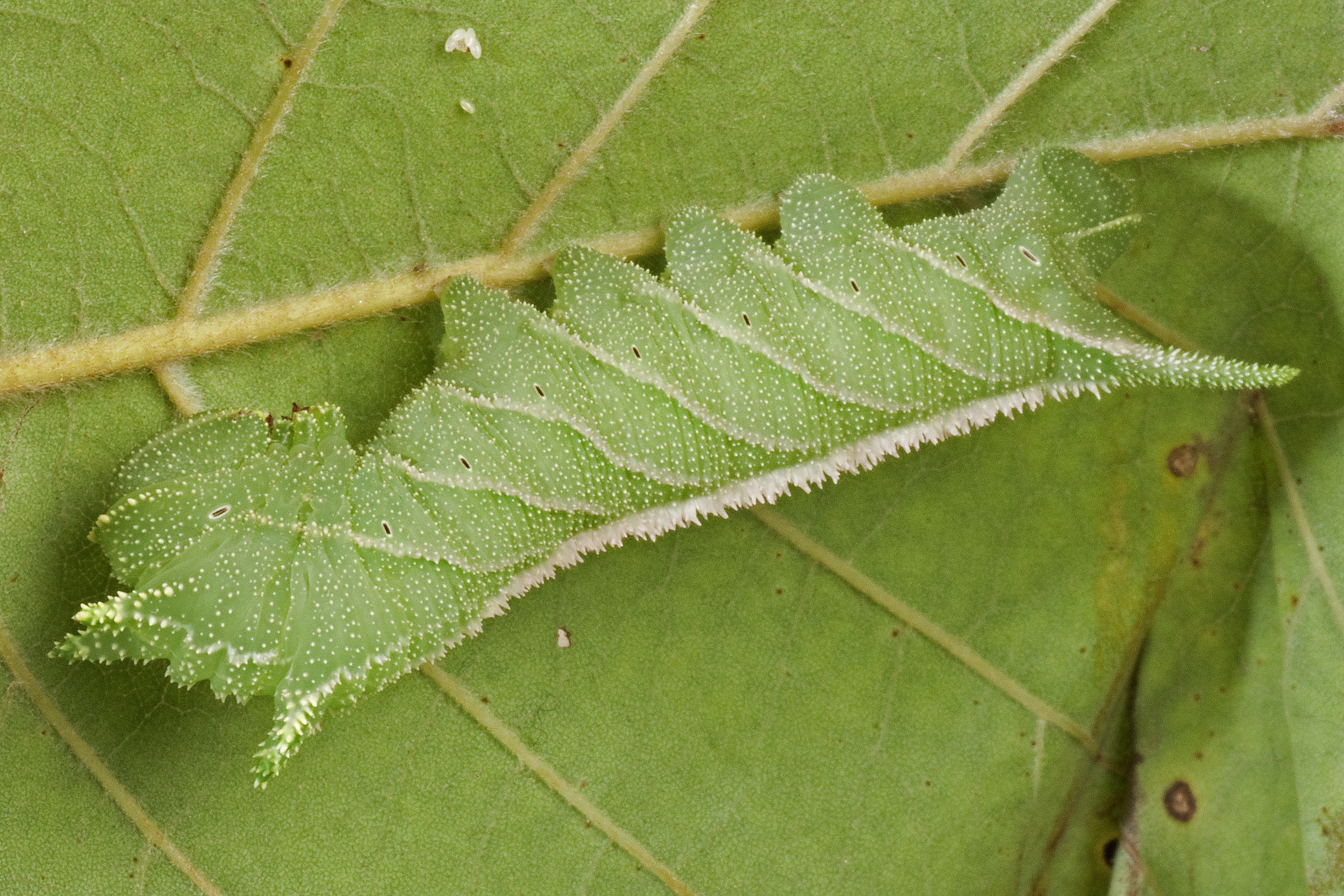
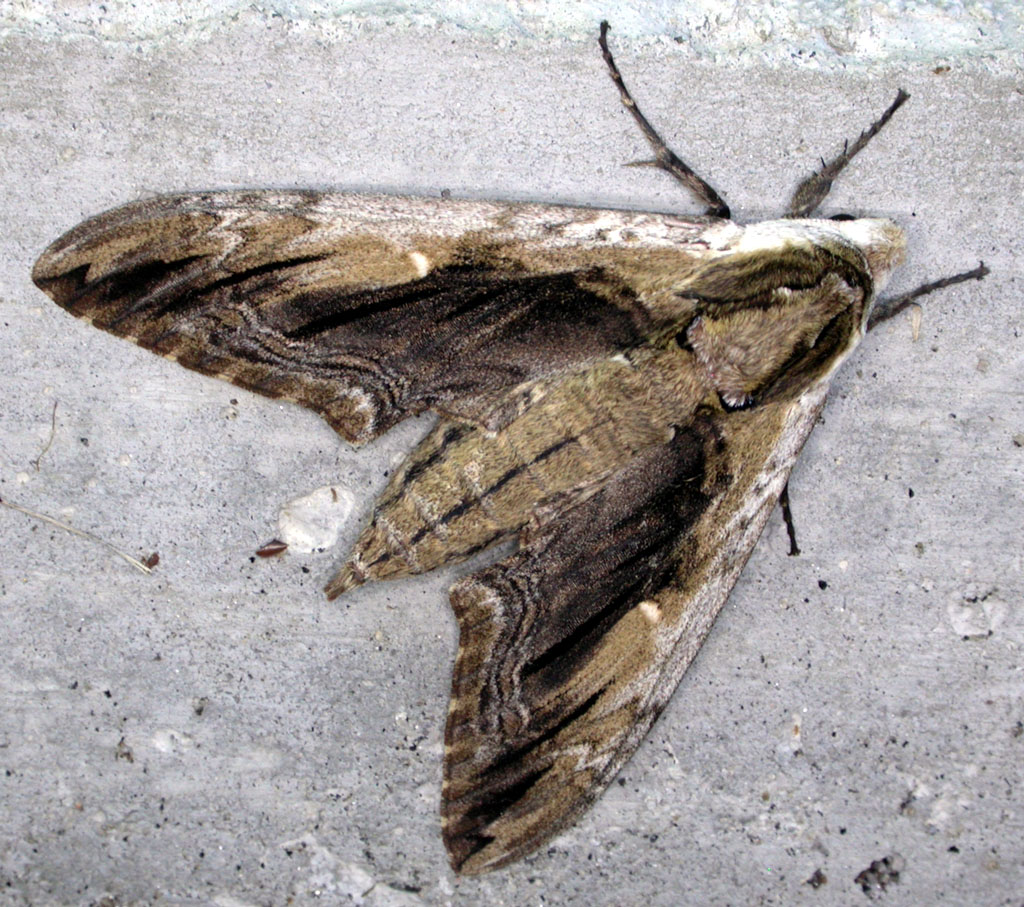